# Ким Хон Чип
Ким Хон Чип (кор. 김홍집; 1842, Кёнсан, Чосон — 11 февраля 1896) — корейский государственный деятель, премьер-министр королевства Чосон (1895—1896).

## Биография
Родился в семье мэра Кёнсана. Родился под именем Ким Гончип, которое он позже изменил на Ким Хон Чип. 
Окончил Университет Сонгюнгван. В 1868 г. поступил на службу в министерство культуры и образования. В 1873 г. был назначен членом Верховного суда. С 1875 г. был советником при королевском дворе. 
В 1880 г. посетил с официальным визитом Японию, где его увлекли модернизационные реформы, происходившие в этой стране, и он решил осуществить такие изменения в Корее. Также члены делегации были удивлены такими японской гигиеной, железными дорогами, паровыми поездами и автомобилями. Вернувшись на родину, был назначен министром культуры и образования, однако вскоре был вынужден покинуть этот пост из-за позиции против «Движения просвещения» со стороны конфуцианских ученых. Однако благодаря поддержке королевы Мин и короля Коджона был назначен на пост министра, ответственного за стратегическое развитие и военную тайну. Он считал, что государство Чосон должно развеиваться по модернизационному пути вслед за Японией, китайской империей Цин и Соединенными Штатами.
Вернувшись в Чосон в 1882 г., вновь стал приближенным королевской власти, заключил японо-корейский договор 1882 г., где сумел отстоять целый ряд позиций, за что был назначен губернатором провинции Кёнгидо. Также заключил ряд соглашений с Великобританией, Германией и США.
В 1883 г. он стал фактическим руководителем корейской внешней политики. После Гапсинского переворота (1884) был назначен втор государственным советником (Jwauijeong), но он ушел в отставку из-за японо-корейского договора 1885 г. Затем он был понижен на менее важный пост, и он настоял при открытии порта. В 1887 г. вновь был назначен вторым государственным советником, но вскоре ушел в отставку под давлением конфуцианских консерваторов.
С 1894 по 1896 гг. четырежды возглавлял правительство Чосона, опираясь на поддержку Японии. Летом 1894 г. пришел в классе при прямой поддержке японских военных в рамках Первой японо-китайской войны, и начав Реформы Кабо. Был отменен Корейский имперский экзамен для государственных служащих (Gwageo), проведены реформы денежной системы, государственной службы, системы мер и весов. 
В декабре 1894 г. Япония вернула в власти свергнутого Ли Ха Ына. Во главе правительства встали Ким Хон Чип и Пак Ён Хё. Продолжив реформы, они реорганизовали правительственный департамент Чосона, изменили административно-территориальное деление, приступили е формированию системы образования. Однако, вследствие обострения межличностного конфликта Ким ушел в отставку. 
Третий кабинет был сформирован после завершения Первой японо-китайской войны (1894). Опасаясь усиления победившей Японии, Франция, Россия и Германия оказали давление на Японию, на этот раз политик возглавил пророссийский кабинет. Однако после убийства королевы Мин правительство было отправлено в отставку. 
Четвертое правительство Кима (1895—1896) был прояпонским, в кабинет министров привлекались представители этой страны. Сначала, несмотря на просьбу короля, он отказался от должности, но потом возглавил правительство. На этом посту он попытался изменить законодательную системы, приняв за основу структуру правительства Японии. Кроме того, он реорганизовал по японскому образцу солнечный календарь и почтовую систему. После принятия постановления, запрещавшего традиционную мужскую стрижку топ-кнот в стране начались восстания. В Чосоне началась «русофилия». Возмущенная толпа схватила политика и растерзала его. Расчлененный на восемь частей и обезглавленный труп был отправлен в различные регионы страны. Боясь той же участи, жена Кима убила своих сыновей и покончила жизнь самоубийством.